# La Lima, Coyutla
La Lima är en ort i Mexiko.   Den ligger i kommunen Coyutla och delstaten Veracruz, i den sydöstra delen av landet, 190 km nordost om huvudstaden Mexico City. La Lima ligger 120 meter över havet och antalet invånare är 108.
Terrängen runt La Lima är kuperad åt nordväst, men åt sydost är den platt. Runt La Lima är det ganska tätbefolkat, med 65 invånare per kvadratkilometer. Närmaste större samhälle är Coyutla, 17,5 km söder om La Lima. Omgivningarna runt La Lima är en mosaik av jordbruksmark och naturlig växtlighet.